# Blesle
Blesle je francouzská obec v departementu Haute-Loire v regionu Auvergne. V roce 2009 zde žilo 644 obyvatel. Je centrem kantonu Blesle.